# Pillsburiaster maini
Pillsburiaster maini är en sjöstjärneart som beskrevs av McKnight 1973. Pillsburiaster maini ingår i släktet Pillsburiaster och familjen ledsjöstjärnor.
Artens utbredningsområde är havet kring Nya Zeeland. Inga underarter finns listade i Catalogue of Life.